# 刘家铭 (气象学家)
刘家铭（英語：William Ka Ming Lau，1950年3月22日—），美国华裔气象学家。

## 生平
1950年出生于葡属澳门，1960年代随父母移居香港，毕业于新法书院，1972年获得香港大学数学和物理学士学位，1973年获得同校硕士学位，1977年获得华盛顿大学博士学位。之后任教于海军研究生院，1981年加入美国国家航空航天局戈达德太空飞行中心担任研究员，2015年退休后加入马里兰大学担任高级研究员和兼职教授。2014年至2016年担任美国地球物理联盟大气科学分会会长。

## 荣誉
- 2020年被选为美国科学促进会会士[14]
- 2007年被选为美国地球物理联盟会士[15]
- 2005年被选为美国气象学会会士[16]